# شیمی آلی پالادیم
شیمی آلی پالادیم شاخه‌ای از شیمی آلی فلزی است که با ترکیبات آلی پالادیم و واکنش‌های آنها سر و کار دارد. پالادیم معمولاً به عنوان فروکافت در واکنش‌های کاهشی آلکن و آلکین‌ها با هیدروژن کار می‌کند. در این فرایند پیوند کووالانسی کربن-پالادیم تشکیل می‌شود. همچنین در واکنش جفت‌شدن کربن-کربن، پالادیم نقش مهمی دارد.